# Agente (polizia italiana)

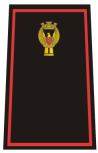
L'insegna per spallina (del giaccone o del maglione a V) di agente della Polizia di Stato (antecedente al riordino delle carriere)

Agente è una qualifica utilizzata nelle forze di polizia italiane. 
Si riferisce a Polizia di Stato, al Corpo di Polizia Penitenziaria, a Polizia Locale e, fino al 31 dicembre 2016, al Corpo Forestale dello Stato, e costituisce la prima qualifica di ingresso al corpo. Non sono previsti distintivi di grado per la figura ; essa è inferiore a quella di agente scelto.

## Reclutamento
Si diviene agente della polizia di stato tramite concorso pubblico per titoli ed esami attraverso apposito bando, che a seconda della qualifica può avere delle aliquote riservate a personale già in servizio o ai figli delle "vittime del dovere".
Dopo l'emanazione della legge 23 agosto 2004, n. 226 - a decorrere dal 1º gennaio 2005 - i posti messi a concorso per allievo agente furono riservati, fino al 31 dicembre 2020, a coloro che stiano svolgendo o abbiano svolto un periodo di ferma nelle forze armate italiane come volontari in ferma annuale (VFP1) o quadriennale (VFP4). Per i nati entro il 1985 incluso (salvi i rinvii per studio) era inoltre necessario essere in regola con gli obblighi di leva (il che vuol dire aver prestato il servizio militare in Italia); e sono previsti limiti di età. 
Dal 1 gennaio 2016 anche i civili possono partecipare al concorso pubblico purché siano in possesso dei requisiti richiesti.

## Distintivi da spallina

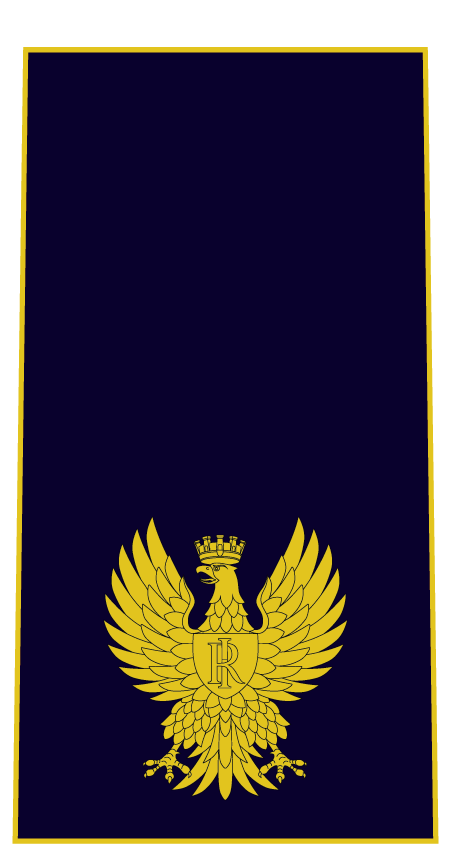
Distintivo di qualifica per controspallina di agente della Polizia di Stato
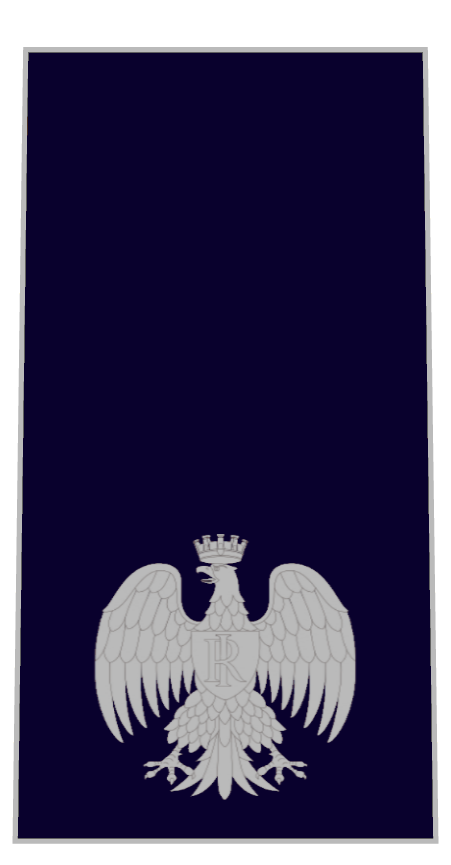
Distintivo di qualifica per controspallina di agente della Polizia Penitenziaria
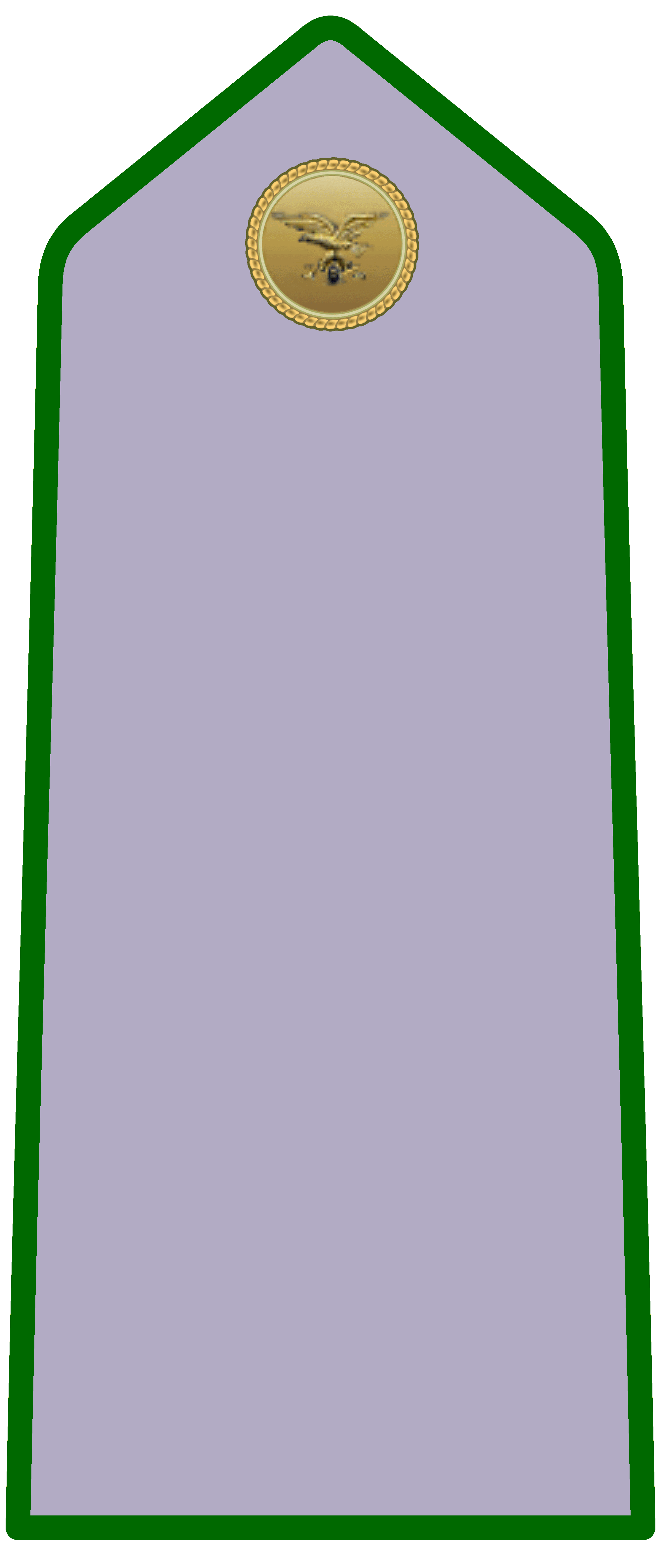
Distintivo di qualifica per controspallina di agente del Corpo Forestale dello Stato

## Comparazione con i gradi delle forze armate italiane

Distintivo di grado per controspallina di primo caporale maggiore dell'Esercito Italiano
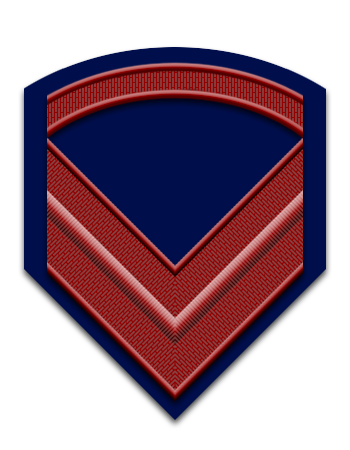
Distintivo da braccio di aviere capo dell'Aeronautica Militare
Distintivo di grado di sottocapo di terza classe della Marina Militare
Il distintivo per controspallina di carabiniere dell'Arma dei Carabinieri

## Comparazione con i gradi dei corpi ad ordinamento militare

Distintivo di grado per controspallina di finanziere della Guardia di Finanza

Si noti che la qualifica di agente, al pari di quelle di finanziere e di carabiniere, pur condividendo l'insegna con i gradi base delle Forze Armate (livello NATO OR-1), corrisponde in realtà al grado base in SPE nelle FF.AA. (livello NATO OR-4), vale a dire primo caporale maggiore per l'Esercito Italiano, sottocapo di terza classe per la Marina Militare Italiana e aviere capo per l'Aeronautica Militare. L'agente riveste la qualifica di agente di polizia giudiziaria e di agente di pubblica sicurezza. Fino al 1981 la qualifica di agente era conosciuta come guardia di pubblica sicurezza.